# Dobrna
Dobrna település Kelet-Szlovéniában. A történelem során e terület részét képezte Alsó-Stájerországnak. Jelenleg a Savinjska közigazgatási régióhoz tartozik. A településen több mint 2000 fő él. A település 31,7 négyzetkilométeren fekszik. A település híres termálfürdőjéről. Lakosainak száma 536 fő (2020. január 1.).

## Népesség
| 2020 | 536 |